# Multicaixa
Multicaixa (MCX) — ангольский и международный бренд финансовых технологий и платёжных карт. Система эмитирует собственные банковские карты и предоставляет услуги электронных платежей, аналогичные MasterCard и Visa. Это единственная межбанковская сеть банкоматов и терминалов торговых точек для электронных платежей в стране.
Хотя банкоматы и POS-терминалы принадлежат поддерживающему банку, сетью управляет EMIS (Empresa Interbancária de Serviços S.A.), и карты Multicaixa любого банка принимаются на тех же условиях в любом банкомате или POS-терминале Multicaixa, что регулируется законодательством Анголы, в том числе директивой BNA № 9/2011 от 13 октября о регулировании банковских платежных карт.
Банкоматы принимают дебетовые карты Multicaixa и карты Visa. Помимо выдачи наличных, банкоматы предлагают другие услуги, такие как информация об остатке средств на счете и их перемещениях, перевод средств для оплаты счетов за коммунальные услуги и пополнение предоплаченных счетов мобильных телефонов.
Дебетовые карты выпускаются банком, в котором у клиента есть банковский счет, с использованием услуг EMIS. Помимо дебетовых карт, привязанных к банковскому счету, также выпускаются карты предоплаты, с возможностью их пополнения или без таковой.
На конец 2011 года насчитывалось 2.377.969 действительных карт Multicaixa, из которых 1.559.841 использовались хотя бы один раз за время их действия. В стране было установлено 1.629 банкоматов и 18.199 POS-терминалов. В 2011 году в банкоматах было совершено 81.943.904 транзакции, а на POS-терминалах - 9.063.863 транзакции. При этом только 11% населения Анголы имели банковский счет.
Карты принимаются сегодня к оплате в системе Google Play. В сетях банкоматов и терминалов также принимаются к использованию карты UnionPay.
В 2023 году система также стала партнёром Mastercard.
В том же 2023 году было выпущено уже более 8 млн. карт, система обрабатывала уже 120 млн. операций в месяц на общую сумму около 1.9 млрд. ангольских кванз. Обороты системы и её возможности продолжают расти.